# Austroallagma
Austroallagma is een geslacht van libellen (Odonata) uit de familie van de waterjuffers (Coenagrionidae).

## Soorten
Austroallagma omvat 1 soort:
- Austroallagma sagittiferum (Lieftinck, 1949)